# تا آخرین قطره خون
تا آخرین قطره خون (ایتالیایی: All'ultimo sangue) یک فیلم وسترن اسپاگتی به کارگردانی پائولو موفا و نقش‌آفرینی کریگ هیل است که در سال ۱۹۶۸ منتشر شد.

## گزیدهٔ بازیگران
- کریگ هیل
- اتوره مانی
- جووانی جانفرییا
- خوزه گرچی